# ご詠歌
ご詠歌（ごえいか）は、仏教の教えを五・七・五・七・七の和歌と成し、旋律=曲に乗せて唱えるもの。日本仏教において平安時代より伝わる宗教的伝統芸能の一つである。五七調あるいは七五調の詞に曲をつけたものを「和讃」（わさん）と呼び、広い意味では両者を併せて「ご詠歌」として扱う。御詠歌。

## 起源
語義としての詠歌とは、声を長く引き延ばして詩をうたうことである。日本では和歌を詠むこと、あるいは和歌そのものを詠歌と意味したが、後世では巡礼歌の俗称として用いられる。
巡礼歌の起源は、花山法皇の西国巡礼時に始まったとされるが、観音三十三所諺註が最初とするものも有力。
特定の音節をつけて霊場や札所で、特定の短歌を朗吟する巡礼歌が隆盛するのは中世末期以降とされる。中世初期には西行や慈円などの密教僧の間には、和歌は陀羅尼に相当するという「和歌陀羅尼観」が成立し、このような信仰が詠歌の流行の基盤となった。
また修験道や一部の密教僧には神仏を礼拝する際に和歌を陀羅尼として唱えることが行われ、中世の密教化した神道では、呪文としての和歌が「大事」と称された唱えられていた。
このように広まった御詠歌は、全国各地で独自の発展と音節が付けられたが、大正10年に各地で伝えられてきた巡礼歌や音節を収集、編集し「大和流」が成立する。それまでの俗謡的な詠歌ではなく、近代的な理論に基づく仏教音楽としての詠歌へと発展する。
大和流は真言宗系ではあるが特定宗派に属さない組織であり、その後に高野山真言宗の金剛流や真言宗智山派の密厳流、曹洞宗の梅花流など特定宗派に属する詠歌流派が誕生する。

## 使用される道具
主に鈴・鉦が用いられる。

## 流派
ご詠歌は様々な「宗派」により、また宗派の中の様々な「流派」により、極めて多岐にわたる流派が存在する。代表的な流派として以下が挙げられる。
天台宗系
叡山流
真言宗系
大和流
高野山真言宗 - 高野山金剛流
真言宗御室派 - 御室金剛流
真言宗智山派 - 密厳流
真言宗豊山派 - 豊山流
真言宗東寺派 - 東寺流
真言宗大覚寺派 - 御所流
浄土宗系
吉水流
浄土宗西山派 - 西山流
臨済宗系
臨済宗妙心寺派 - 花園流
臨済宗南禅寺派 - 独秀流
臨済宗円覚寺派 - 鎌倉流
臨済宗建長寺派 - 鎌倉流
臨済宗東福寺派 - 慧日流
曹洞宗系
梅花流
融通念佛宗系
魚山流

## ご詠歌の例
- 弘法大師第三番御詠歌(高野山金剛流)

阿字の子が阿字のふるさと立ちいでてまた立ち帰る阿字のふるさと
- 金剛流祖俊雄和尚辞世御詠歌(高野山金剛流)[1]

み親より授けたまひし三昧を守り続けて我永遠に行く(逝く)
- 三宝和讃(梅花流)

心の闇を照らします　いとも尊きみ仏の　誓いをねがうものはみな　南無帰依仏と唱えよや　憂き世の波を乗り越えて　浄きめぐみにゆく法の　船にさすものはみな　南無帰依法と唱えよや　悟りの岸にわたるべき　道を伝えしもろもろの　ひじりに頼るものはみな　南無帰依僧と唱えよや
- 三宝和讃(高野山金剛流)

いとも尊きみ仏を　未来の際の尽くるまで　南無帰依仏とおろがまん　心の闇を照らしませ　気高く清き法の道　未来の際の尽くるまで　南無帰依法と唱えては　四妙法宝守ります　聖僧に頼るものは皆　未来の際の尽くるまで　南無帰依僧と崇めます　悟りの道を伝えませ
- 弘法大師入定和讃(高野山金剛流)

帰命頂礼遍照尊　承和年の春の末　御年六十二歳にて　高野の奥の岩かげに　入定留身なし給う　琴絃すでに絶れども　遺音いよいよ新しく　延喜の帝の御夢に　　現れまして　「たかのやま　むすぶいおりに　そでくちて　こけのしたにぞ　ありあけのつき」とよまれし御歌に　叡感ことに浅からず　桧皮色なる御衣を　送りたまふて今の世に　うつる匂ひの聖経と　万代までもかはりなき　　御衣かえの御儀式　げにありがたの高野山　南無大師遍照尊　南無大師遍照尊

## 宗教舞踊
流派によってはご詠歌に合わせて舞う舞踊がある場合もある。これを宗教舞踊という。高野山金剛流では、宗教舞踊は金剛界曼荼羅に描かれる金剛舞菩薩の三昧であるとし、多くの寺族夫人や女性檀信徒が宗教舞踊のお稽古を受け、奉詠舞大会に出場したり、旧正御影供で奉納したりしている。